# Ивэнуш, Константин
Константин Ивэнуш (рум. Constantin Ivǎnuş;  11 ноября 1886—23 ноября 1928, Берлин, Германия) — румынский политик, деятель румынского рабочего движения. 
В 1912 году вступил в Социалистическую партию Румынии. В годы Первой мировой войны вёл революционную пропаганду среди солдат. После войны выступил одним из инициаторов образования Коммунистической партии Румынии (КПР). 
В мае 1921 года накануне 1-го съезда КПР был арестован. На 2-м съезде (октябрь 1922) избран членом ЦК КПР. В 1925—1928 годах находился в тюрьме. 
После освобождения, направляясь на лечение в СССР, умер в Германии: похоронен в Берлине рядом с К. Либкнехтом и Р. Люксембург.